# Hans-Jörg Butt
Hans-Jörg Butt (Oldenburg, 28 maggio 1974) è un allenatore di calcio ed ex calciatore tedesco, di ruolo portiere. È il portiere con più goal nella storia della Champions League (3).

## Caratteristiche tecniche
Pur essendo un portiere, ha segnato 29 gol nei vari campionati in cui ha militato e per ben tre volte in UEFA Champions League, con tre maglie diverse, tutte e tre le volte alla Juventus su calcio di rigore. Nella fase a gironi della UEFA Champions League 2000-2001, con la maglia dell'Amburgo, segnò al portiere Edwin van der Sar nella partita casalinga chiusasi sul 4-4; l'anno successivo, con la maglia del Bayer Leverkusen, segnò (questa volta a Gianluigi Buffon) nella vittoria casalinga per 3-1 sui torinesi, che eliminò questi ultimi dalla competizione; infine nel 2009, con la maglia del Bayern Monaco, segnò ancora a Buffon il gol del momentaneo 1-1 nella vittoria per 4-1 allo stadio Olimpico di Torino, che comportò l'eliminazione della Juventus dalla UEFA Champions League.

## Biografia
È sposato con Katja e ha una figlia ed un figlio.

## Carriera

### Club

#### Dagli esordi al Bayer Leverkusen
Ha giocato nelle giovanili del TSV Grossenkneten, ed ha esordito con il VfB Oldenburg con cui ha segnato 5 reti, nel 1997 è passato all'Amburgo dove è rimasto per quattro stagioni segnando 20 reti, 19 in campionato e una in Champions League.
Passa poi al Bayer Leverkusen dove rimane per sei stagioni dal 2001 al 2007 dove colleziona ben 191 presenze segnando 7 reti in campionato e una in Champions League. Oltre al gol disputa una buona Champions League e grazie anche alle sue prestazioni il Bayer Leverkusen raggiunge la finale a Glasgow, persa poi contro il Real Madrid per 2-1. Con l'arrivo del giovane compagno di reparto René Adler perde il posto da titolare, quindi chiede ed ottiene la rescissione del contratto.

#### Benfica e Bayern Monaco
Si accasa quindi in Portogallo nel Benfica come portiere di riserva con cui gioca una sola partita, quindi nel luglio 2008 passa al Bayern Monaco sempre come portiere di riserva. Nella stagione 2008-2009 è riserva di Michael Rensing, vestendo, a volte, la maglia del Bayern Monaco II (4 presenze e una rete totali), la squadra di riserva dei bavaresi.
Tuttavia nel campionato seguente viene scelto come primo portiere, e da allora ricopre il ruolo di titolare. Il Bayern, aiutato anche dalle sue parate, scala la classifica, raggiungendo il primo posto. A fine campionato Butt si laurea, per la prima volta in carriera, campione di Germania con i bavaresi. Sempre per la prima volta in carriera vince anche la Coppa di Germania, sconfiggendo in finale il Werder Brema per 4-0. Oltre ai due trofei nazionali raggiunge anche la finale di Champions League per la seconda volta in carriera, ma sarà l'Inter ad aggiudicarsi la Coppa. Ritorna inoltre dopo un'assenza di sette anni a vestire la maglia della Nazionale.
Nella stagione seguente, al termine del girone d'andata, in cui è stato titolare, l'allenatore Louis van Gaal decide di retrocederlo a secondo portiere, a vantaggio del più giovane Thomas Kraft, che diventa il titolare. A seguito dell'esonero di Van Gaal, sostituito da Andries Jonker, Butt torna titolare per le ultime partite di campionato. In scadenza di contratto a giugno, il 3 maggio gli viene rinnovata la fiducia prolungando il contratto fino al 2012.
A fine stagione annuncia il suo ritiro dall'attività agonistica. L'ultima partita della sua carriera è un'amichevole con la nazionale olandese.

### Nazionale
Ha debuttato in Nazionale il 7 giugno 2000 contro il Liechtenstein subentrando a Jens Lehmann nel secondo tempo. Ha quindi fatto parte della Nazionale tedesca in due spedizioni consecutive, per il campionato d'Europa 2000 come terzo portiere alle spalle di Oliver Kahn e Jens Lehmann e per il campionato del mondo 2002 sempre come terzo portiere alle spalle di Kahn e Lehmann.
In seguito esce dal giro della Nazionale, Kahn e Lehmann sono sempre ai vertici della Nazionale e i più giovani Robert Enke e René Adler vanno ad affermarsi sempre di più entrando anche loro nel giro. Tuttavia dopo una stagione (quella 2009-2010) più che positiva con il Bayern Monaco e in seguito all'infortunio di René Adler, il commissario tecnico Joachim Löw lo convoca per la spedizione al campionato del mondo 2010.
In un primo momento rimane in ballottaggio insieme ai colleghi Manuel Neuer e Tim Wiese per il ruolo di titolare, ma poi la scelta di Löw ricade su Neuer. Per la finale per il terzo posto con l'Uruguay, anche in seguito all'infortunio del secondo portiere Wiese, riesce ad esordire in una fase finale di un campionato mondiale all'età di 36 anni, tornando a giocare una partita in Nazionale dopo più di 7 anni. Conclude quindi l'esperienza in Sudafrica con un terzo posto finale.

## Statistiche

### Cronologia presenze e reti in nazionale
| Cronologia completa delle presenze e delle reti in nazionale ― Germania | Cronologia completa delle presenze e delle reti in nazionale ― Germania | Cronologia completa delle presenze e delle reti in nazionale ― Germania | Cronologia completa delle presenze e delle reti in nazionale ― Germania | Cronologia completa delle presenze e delle reti in nazionale ― Germania | Cronologia completa delle presenze e delle reti in nazionale ― Germania | Cronologia completa delle presenze e delle reti in nazionale ― Germania | Cronologia completa delle presenze e delle reti in nazionale ― Germania |
| Data                                                                    | Città                                                                   | In casa                                                                 | Risultato                                                               | Ospiti                                                                  | Competizione                                                            | Reti                                                                    | Note                                                                    |
| ----------------------------------------------------------------------- | ----------------------------------------------------------------------- | ----------------------------------------------------------------------- | ----------------------------------------------------------------------- | ----------------------------------------------------------------------- | ----------------------------------------------------------------------- | ----------------------------------------------------------------------- | ----------------------------------------------------------------------- |
| 7-6-2000                                                                | Friburgo                                                                | Germania                                                                | 8 – 2                                                                   | Liechtenstein                                                           | Amichevole                                                              | -2                                                                      | 46’                                                                     |
| 27-3-2002                                                               | Rostock                                                                 | Germania                                                                | 1 – 0                                                                   | Stati Uniti                                                             | Amichevole                                                              | -                                                                       | 46’                                                                     |
| 1-6-2003                                                                | Wolfsburg                                                               | Germania                                                                | 4 – 1                                                                   | Canada                                                                  | Amichevole                                                              | -1                                                                      | 46’                                                                     |
| 10-7-2010                                                               | Port Elizabeth                                                          | Uruguay                                                                 | 2 – 3                                                                   | Germania                                                                | Mondiali 2010 - Finale 3º posto                                         | -2                                                                      |                                                                         |
| Totale                                                                  |                                                                         | Presenze                                                                | 4                                                                       |                                                                         | Reti                                                                    | -5                                                                      |                                                                         |

## Palmarès

### Club

#### Competizioni nazionali
- Campionato tedesco: 1

Bayern Monaco: 2009-2010
- Coppa di Germania: 1

Bayern Monaco: 2009-2010
- Supercoppa di Germania: 1

Bayern Monaco: 2010
- Fußball-Regionalliga: 1

Oldenburg: 1995-1996